# Delegação de Nassaraua na Assembleia Nacional da Nigéria
A Delegação de Nassaraua na Assembleia Nacional da Nigéria compreende três Senadores e cinco Representantes.

## 6ª Assembleia Nacional (2007–2011)
A 6ª Assembleia Nacional (2007–2011) foi inaugurada em 5 de Junho de 2007.
O Partido Democrático Popular (PDP) ganhou duas cadeiras do Senado e quatro na Câmara.
O Partido do Povo de Toda a Nigéria (ANPP) ganhou uma cadeira do Senado e uma na Câmara.

Senadores representando Nassaraua na 6ª Assembleia foram:
| Senador            | Eleitorado | Partido |
| ------------------ | ---------- | ------- |
| Abubakar Sodangi   | Oeste      | PDP     |
| Patricia Akwashiki | Norte      | ANPP    |
| Suleiman Adokwe    | Sul        | PDP     |

Representantes na 6ª Assembleia foram:
| Representante         | Eleitorado                    | Partido |
| --------------------- | ----------------------------- | ------- |
| Ahmed D. A. Wadada    | Keffi/Karu/Kokona             | PDP     |
| Isa U. Ambaka         | Akwanga/Nassaraua Eggon/Wamba | ANPP    |
| Mohammed A. Al-Makura | Lafia/Obi                     | PDP     |
| Samuel Egya           | Nassaraua/Toto                | PDP     |
| Shuaibu H. Abdullahi  | Awe/Doma/Keana                | PDP     |